# Злет і падіння Третього Райху
Злет і падіння Третього Райху. Історія нацистської Німеччини. Том 1-2 (англ. The Rise and Fall of the Third Reich: A History of Nazi Germany) — одна з найважливіших книжок з історії нашого часу за версією The New York Times, написана американським журналістом, воєнним кореспондентом та істориком Вільямом Ширером. Вперше вийшла 1960 року у видавництві Simon&Schuster, США. 2017 року перекладена українською мовою видавництвом «Наш формат» (перекладачі — Катерина Диса, Олександр Надтока).

## Огляд книги
Історія нацистської Німеччини від народження Адольфа Гітлера в 1889 році до кінця Другої Світової війни 1945 р. В свій час Гітлер з вихвалянням заявляв, що Третій Рейх триватиме тисячоліттями. Насправді він протримався всього 12 років. Але за цей період сталися катастрофічні події, про які Західна цивілізація не могла навіть уявити.
Жодна інша імперія не заповіла по собі такі гори свідчень та інформації як третій Рейх. По закінченню кровопролитної війни та до того як нацисти змогли знищити свої файли, союзники висунули вимогу на безумовну капітуляцію, внаслідок чого виник погодинний запис створення імперії Гітлера.
Він включав свідчення нацистських лідерів та ув'язнених в концтаборах, щоденники чиновників, протоколи секретних засідань, наказів армії, особистих листів — всі джерела свідчень, що стояли за Гітлерівським захопленням світу.
Відомий кореспондент та історик Вільям Л. Ширер, який спостерігав та занотовував історію нацистів з 1925 року, присвятив 5 з половиною років прискіпливому вивченню величезних масивів документації, внаслідок чого з'явилось комплексне дослідження, визнане остаточним записом одного з найстрашніших розділів історії людства.
Вражають розповіді автора про те як США долучились до війни та як Гітлер використав Муссоліні та Японію. Цей світовий бестселер визнаний літературною класикою про нацистську Німеччину — від її ранніх успіхів до остаточної поразки.  [Архівовано 27 жовтня 2018 у Wayback Machine.]

## Переклад українською
- Ширер, Вільям. Злет і падіння Третього Рейху. Історія нацистської Німеччини. Том 1 / пер. Катерина Диса, Олександр Надтока. К.: Наш Формат, 2017. — 704 с. — ISBN 978-617-7513-85-7
- Ширер, Вільям. Злет і падіння Третього Рейху. Історія нацистської Німеччини. Том 2 / пер. Катерина Диса, Олександр Надтока. К.: Наш Формат, 2017. — 600 с. — ISBN 978-617-7513-86-4